# Dettnach
Dettnach ist ein in der Oberpfalz gelegener Weiler, der ein Gemeindeteil von Kastl ist.

## Lage
Der Ort befindet sich in der Region Oberpfälzer Jura und liegt in der nach Wolfsfeld benannten Gemarkung. Dettnach ist einer von 39 Ortsteilen des Marktes Kastl. Der Weiler liegt dreieinhalb Kilometer nördlich von Kastl und Ursensollen ist sechs Kilometer entfernt.

## Kultur und Sehenswürdigkeiten

### Bauwerke

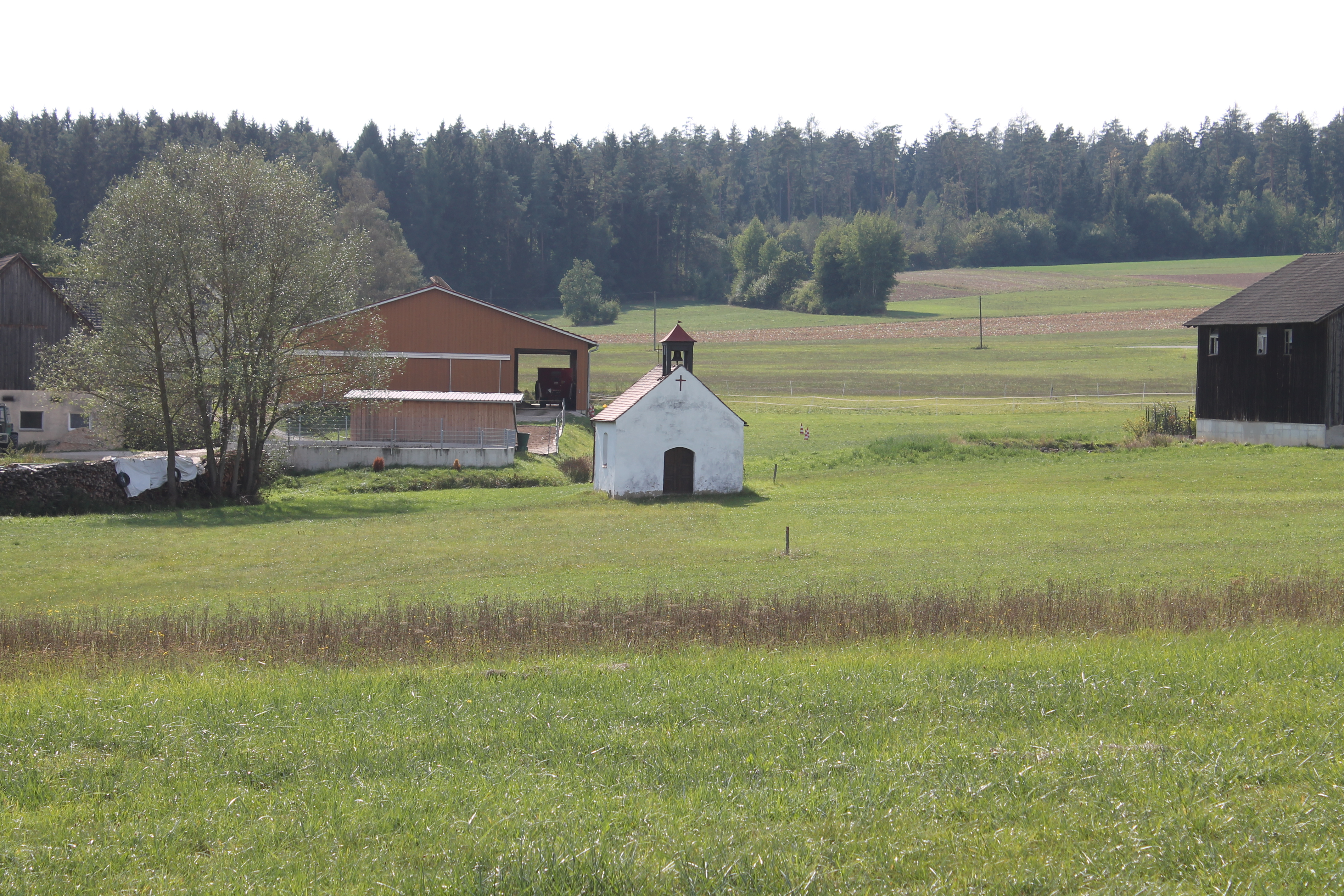
Die Dettnacher Marienkapelle

Im östlichen Ortsbereich von Dettnach gibt es mit einer aus dem 18. Jahrhundert stammenden Kapelle ein denkmalgeschütztes Bauwerk.

## Verkehr
Die Bundesstraße 299 verläuft etwa drei Kilometer südöstlich des Ortes, mit dieser ist der Weiler über mehrere Gemeindeverbindungsstraßen verbunden. Vom ÖPNV wird der Ort mit der Buslinie 445 des VGN angefahren.